# Буковски светилищен комплекс
Светилищният комплекс разположен край село Буково (Община Първомай) е регистриран по време на теренни обхождания между 2004 и 2009 година свързани с археологическото проучване на тракийската крепост на връх Голяма Драгойна. Той включва няколко скални масива с издълбани при високите им отвесни лица трапецовидни ниши, вкопавания под формата на басейнчета и разположена в непосредствена близост до тях селища и фортификационни съоръжения, датиращи от късната Бронзова и ранната Желязна епохи.

## Теренни обхождания
Обхожданията са проведени под ръководството на доц. д-р Иван Джамбов, гл. ас. д-р Георги Митрев и гл. ас. д-р Стоян Попов с участието на студенти от Пловдивски университет „Паисий Хилендарски“. Изследваната територия е съсредоточена в южните части на рида Драгойна и северните части на рида Мечковец, където планинският терен е силно пресечен, а ридовете са разделени от дълбоки дерета.
Най-ранните следи от обитаване на района са от епохата на Халколита - незначителен брой керамични фрагменти пръснати около обектите Караулката и Кипен кая. По-многобройните парчета от открита керамика принадлежат към късната Бронзова епоха и ранната Желязна епоха. Почти всички обитаеми обекти от тези две епохи са съсредоточени върху планинските била и са с труден достъп и с изключителна стратегическа позиция. Това са обектите на върховете Кара кая, Пръдлата, Караулката, Кипен кая, Буква тепе и Свето киле.
Обектите при Кара кая, Люляков камен, Буква тепе и Маджарско вероятно представляват обособен обект разположен срещу връх Голяма Драгойна, разположен при най-първия рид на северните възвишения на рида Мечковец.
При Кара кая южната част на билото на рида завършва с високи скали, в които са издълбани 15 на брой трапецовидни ниши и 5 кръгли басейна.
При връх Караулката (702 м.н.в.), който е съставен от няколко големи скални масива са регистрирани трапецовидни ниши и пещера утроба. По повърхността на скалите са издялани и малки басейнчета (т.нар „щерни“).
В изследваната територия проучвателите регистрират множество скални изсичания, най-многобройни от които са трапецовидните ниши. Регистрирани са 9 обекта с компактни групи от издялани по тях ниши. Регистрирани са редица закономерности при изсичането им – форма, избор на скална повърхност, технология на изсичане. Нишите са изсечени върху два успоредни рида – южно от реката Джурната над село Ночево и северно от Алмалък дере, където има компактна група от 6 обекта с общо 122 трапецовидни ниши издълбани в скалата.
Една от монолитните скали в местността Прешлек маркират най-северната граница на разпространение на този тип паметници. Трапецовидните ниши са издълбани върху изявени скали, разположени върху билата и склоновете с южно изложение. Трапецовидните ниши винаги са изсичани на високи скални масиви (10 – 17 m височина) и при повечето са регистрирани малки пещери. Те са разположени така, че до тях човек няма достъп без помощни съоръжения. В повечето случаи трапецовидните ниши от светилищния комплекс край Буково са обърнати на юг, по рядко на запад и в много редки изключения на север. Не малка част от нишите са изоставени недовършени, което позволява на изследователите да проследят технологията на изграждането им.

## Хипотези и интерпретации
Според българския археолог Божидар Чапъров, едно от т.нар. „слънчеви съоръжения“ край Буково представлява календар, който изследователят интерпретира като част от храм на Слънцето. На един от върховете край селото според Чапъров са открити археологически артефакти в пластове с около 0,60 m културни напластявания.
В средата на светилището-храм Чапъров интерпретира един от коничните камъните с височина около 0,30 – 0,40 m и диаметър около 1 – 1,20 м. По краищата на този конус Чапъров открива равномерно разположени шест вдлъбнатини, които с помощта на астроном, археологът извършва многократни наблюдения на датите 21 март, 21 юни, 21 септември и 21 декември. При изгревите на слънцето с репер в средата на конуса изследователите проследяват как сянката пада на определените дати в една кръглите вдлъбнатини. При всяко едно измерване сянката пада на различно място, защото слънцето изгрява под различен ъгъл. В една от вдлъбнатините Чапъров открива и каменно яйце, за което предполага, че е премествано през различните сезони в древността.
Чапъров е документирал над 110 шарапани (изсечени в скалите съоръжения, използвани най-вече за направа на ритуално вино) в района на Буково. Според него броят на трапецовидните ниши в района е повече от 1200.